# Grainfield (Kansas)
Grainfield é uma cidade localizada no estado americano de Kansas, no Condado de Gove.

## Demografia
Segundo o censo americano de 2000, a sua população era de 327 habitantes.
Em 2006, foi estimada uma população de 294, um decréscimo de 33 (-10.1%).

## Geografia
De acordo com o United States Census Bureau tem uma área de
1,2 km², dos quais 1,2 km² cobertos por terra e 0,0 km² cobertos por água. Grainfield localiza-se a aproximadamente 857 m acima do nível do mar.

## Localidades na vizinhança
O diagrama seguinte representa as localidades num raio de 28 km ao redor de Grainfield.